# Fiel de Sigmaringa

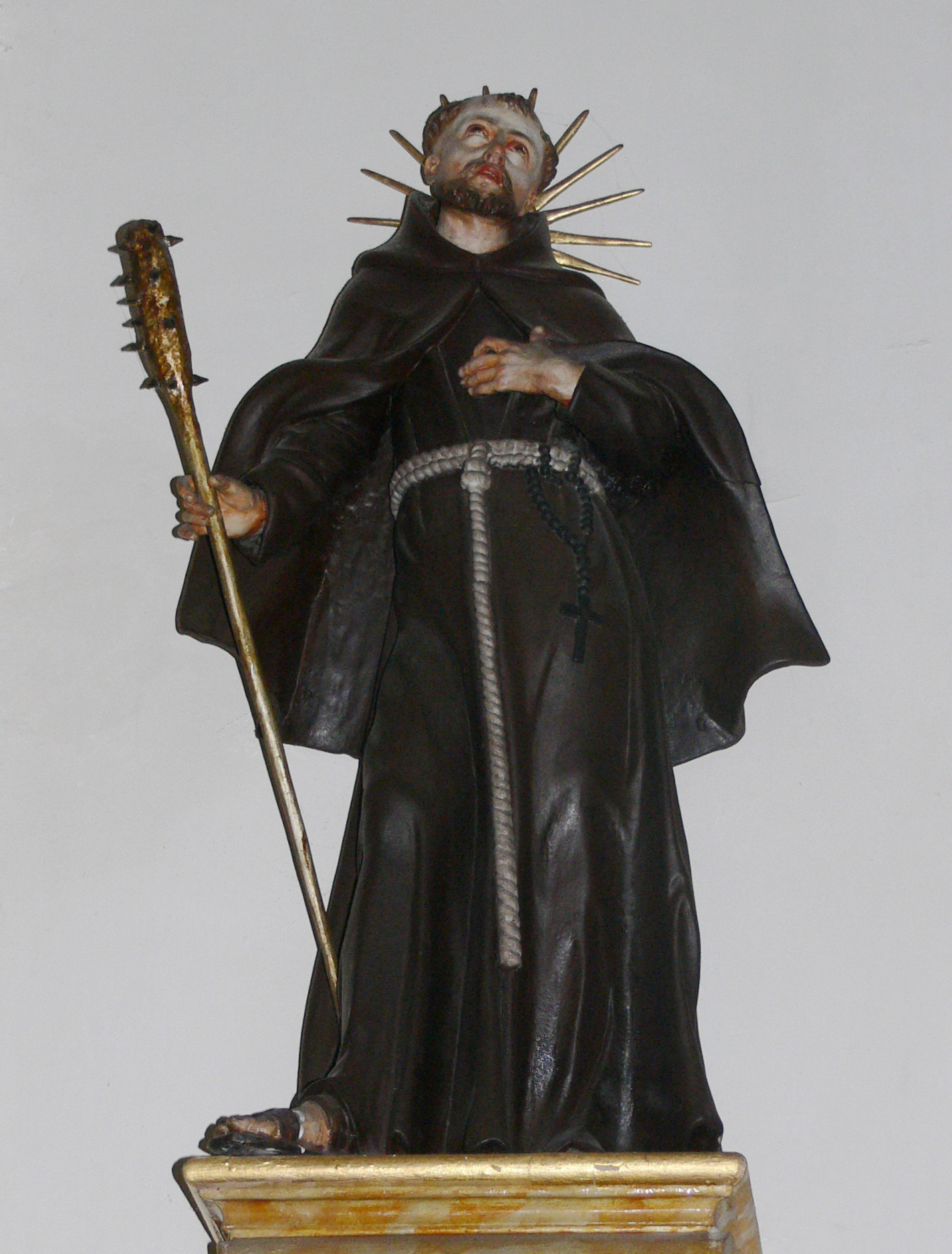
Imagem de São Fidelis existente na Igreja do Convento de Habsthal (século XVIII).

Fidélis de Sigmaringa ou Fiel de Sigmaringa (Sigmaringa, 1 de outubro de 1578 — Seewis, 24 de abril de 1622) foi um jurista e sacerdote católico, frade da Ordem dos Frades Menores Capuchinhos, que levou uma vida de oração e austeridade e se notabilizou como pregador nas campanhas da Contra-Reforma contra o calvinismo no leste da actual Suíça. No contexto da Guerra dos Trinta Anos, foi morto pelos calvinistas devido à sua pregação, razão pela qual é considerado mártir da Igreja Católica, que o canonizou. A sua festa comemora-se em 24 de abril.

## Biografia
Fidélis era o nome religioso de Markus Rey (algumas fontes indicam Markus Roy ou Mark Roy), nascido em Sigmaringa, filho do empresário estalajadeiro, mais tarde presidente da Câmara de Sigmaringen (Bürgermeister), Johannes Rey e de sua esposa Genoveva Rosenberger, oriunda de Tubinga. O seu avô paterno, Mathäus, era oriundo de Antuérpia, tendo-se fixado em Sigmaringen em 1529 como parte do séquito que vindo dos Países Baixos acompanhou o conde Carlos I de Hohenzollern (1512-1576) quando este veio tomar posse do governo do Condado de Zollern (mais tarde Hohenzollern-Sigmaringen). A família ganhou propriedades e prestígio na cidade, vivendo segundo as normas da pequena aristocracia urbana, o que explica a eleição de pai de Fidelis para o prestigioso cargo de Bürgermeister.
Depois de ter feito estudos preparatórios na sua cidade natal de Sigmaringen, matrculou-se na Universidade de Friburgo, na acual Suíça, onde estudou Filosofia e Direito civil e canónico vindo a formar-se em Direito no ano 1604.
Iniciou uma carreira como advogado na cidade de Colmar, na Alsácia, onde exerceu a profissão durante alguns anos. Católico fervoroso, assumia gratuitamente a defesa dos necessitados, tornando-se conhecido pelo seu espírito caritativo.
Aos 35 anos de idade fez-se frade capuchinho em Friburgo, cidade onde tinha frequentado os estudos de Direito. Adoptou então o nome religioso de Fidélis (do latim fidelis, "fiel") e impôs a si mesmo viver em obediência, pobreza, humildade, com espírito de penitência, de austeridade e de sacrificada renúncia.
Foi ordenado presbítero em 4 de Outubro de 1612, tornando-se afamado pregador. Enviado para a Suíça no contexto das lutas religiosas que se seguiram à Reforma Protestante e à expansão do calvinismo, foi eleito guardião do convento capuchinho  de Weltkirchen, em Feldkirch (na actual Áustria), onde se notabilizou na luta contra o calvinismo, entregando-se fervorosamente ao apostolado católico num momento particularmente difícil da vida da Igreja Católica naquela região da Europa.
Face à expansão do calvinismo na região dos Grisões, no leste da Suíça, a Congregação para a Doutrina da Fé enviou Fidélis, juntamente com alguns frades auxiliares, com a missão de combater o que a Igreja Católica considerava a heresia calvinista que assolava aquela região.
Quando no contexto da Guerra dos Trinta Anos a disputa entre católicos e calvinistas degenerou numa sangrenta guerra civil alinhada pelas posições dos Valões e do Imperador da Áustria, como enviado da Igreja Católica com a missão específica de lutar contra o calvinismo Fidélis acabou por atrair a ira das autoridades calvinistas. Após vários incidentes, no dia 24 de abril de 1622, depois de ter sido interrompido com disparos de espingarda numa das suas pregações em Seewis, foi agredido fora da igreja em que pregara e depois ferido de morte, tendo o seu corpo sido esquartejado.
A sua morte impressionou até os seus mais acirrados inimigos, tendo contribuído para a pacificação da região. Passou a ser considerado como mártir do catolicismo e figura venerada entre os opositores ao calvinismo.
Foi canonizado pelo Papa Bento XIV em 29 de Junho de 1746. É o protomártir da Sagrada Congregação da Propaganda da Fé.